# Província de Satu Mare
La província de Satu Mare (IPA: ['sa.tu 'ma.re], hongarès Szatmár megye) és un judeţ, una divisió administrativa de Romania. La capital és Satu Mare. Endemés de romanesos (58,8% de la població), Satu Mare té una significant minoria d'hongaresos (35,2%).

## Límits
- Província de Maramureş a l'est.
- Hongria a l'oest - Szabolcs-Szatmár-Bereg.
- Ucraïna al nord - Transcarpàcia.
- Província de Bihor i província de Sălaj al sud.

És membre de l'euroregió Carpàtia.

## Demografia
El 2002, tenia 367,281 i una densitat de població de 83 h/km².
- Romanesos - 58,8%
- Hongaresos - 35,2%
- Gitanos - 3,7%
- Alemanys ètnics - 1,7%
- Ucraïnesos, eslovacs, altres

Els hongaresos habiten les localitats al voltant de la frontera amb Hongria, i són poc presents a la resta del territori.
| Any  | Població |
| ---- | -------- |
| 1948 | 312,672  |
| 1956 | 337,351  |
| 1966 | 359,393  |
| 1977 | 393,840  |
| 1992 | 400,789  |
| 2002 | 367,281  |

## Divisió Administrativa
La Província té 2 municipalitats, 2 ciutats i 57 comunes.

### Municipalitats
- Satu Mare - capital; població: 130,573
- Carei

### Ciutats
- Negrești-Oaș
- Tășnad

### Comunes
| - Acâş - Andrid - Apa - Ardud - Bătarci - Beltiug - Berveni - Bixad - Bârsău | - Bogdand - Botiz - Călineşti-Oaş - Cămărzana - Căpleni - Căuaş - Cehal - Certeze - Craidorolţ | - Crucişor - Culciu - Doba - Dorolţ - Foieni - Gherţa Mică - Halmeu - Hodod - Homoroade | - Lazuri - Livada - Medieşu Aurit - Micula - Moftin - Odoreu - Oraşu Nou - Păuleşti - Petreşti | - Pir - Pişcolt - Pomi - Sanislău - Santău - Săcăşeni - Săuca - Socond - Supur | - Tarna Mare - Terebeşti - Tiream - Târşolţ - Turţ - Turulung - Urziceni - Valea Vinului - Măriuş | - Vetiş - Viile Satu Mare |